# Hydroptila corsicana
Hydroptila corsicana is een schietmot uit de familie Hydroptilidae. De soort komt voor in het Palearctisch gebied.